# Clémence Grimal
Clémence Grimal (Figeac, 4 de marzo de 1994) es una deportista francesa que compite en snowboard, especialista en la prueba de halfpipe.
Ha ganado dos medallas de bronce en el Campeonato Mundial de Snowboard, en los años 2015 y 2017.

## Medallero internacional
| Campeonato Mundial | Campeonato Mundial     | Campeonato Mundial | Campeonato Mundial |
| Año                | Lugar                  | Medalla            | Competición        |
| ------------------ | ---------------------- | ------------------ | ------------------ |
| 2015               | Kreischberg (Austria)  | Medalla de bronce  | Halfpipe           |
| 2017               | Sierra Nevada (España) | Medalla de bronce  | Halfpipe           |